# バラ色 (SKOOPの曲)
「バラ色」（ばらいろ）は、日本のR&BグループSKOOP（現Skoop On Somebody）が1997年5月1日にリリースした通算2枚目のシングル。

## 概要
「バラ色」および「I Don't Wanna Let U Go」は1stアルバム『SKOOP』に収録された。
「バラ色」はSkoop On Somebodyとなってからもライブで演奏されることが多く、ファンの中でも人気の高い曲である。
ミュージック・ビデオにLL BROTHERSが出演している。

## 収録曲
作詞・作曲・編曲：SKOOP（特記以外）
1. バラ色
2. I Don't Wanna Let U Go
3. バラ色 (97 GIANT SWING MIX)
  - 編曲：T-Kura for GIANT SWING Productins.
4. バラ色 (Unlimited Mix)
  - 編曲：Dreddy D w/ Orientarhythm